# ميان بازار
ميان بازار (بالفارسية: میان بازار) هي قرية تقع في قسم جلغة تشاة هاشم الريفي (مقاطعة دلغان) في إيران. يقدر عدد سكانها بـ 180 نسمة .